# Усипальниця Баба
Усипальниця Ба́ба — споруда, що збудована прихильниками віри бахаї у місті Хайфа (Ізраїль), у якій похований Баб, розстріляний 9 липня 1850 року в Тебризі (Персія).
Місце розташування визначив безпосередньо Бахаулла 1891 року, але усипальницю збудували під керівництвом Абдул-Баха багато років потому. Рештки Баба поховали в ній 21 березня 1909 року. Верхню частина, якою так захоплюються сьогодні, була надбудована над усипальницею під наглядом Шоґі Еффенді у 1949-1953 рр.
Більшість каменів для усипальниці Баба були видобуті в Італії, потім перевезені до Ізраїлю. Архітектор храму — Максвелл Вільям Сазерленд, канадський бахаї, свекор Шогі Еффенді, який будував у стилі Beaux-Arts. Деякі аспекти структурної розробки куполу проектували професори Техніону.
Усипальниця Баба — одне з найвизначніших місць у Хайфі. Бахаї вважають усипальницю Баба і навколишні сади «подарунком людству».

## Зображення

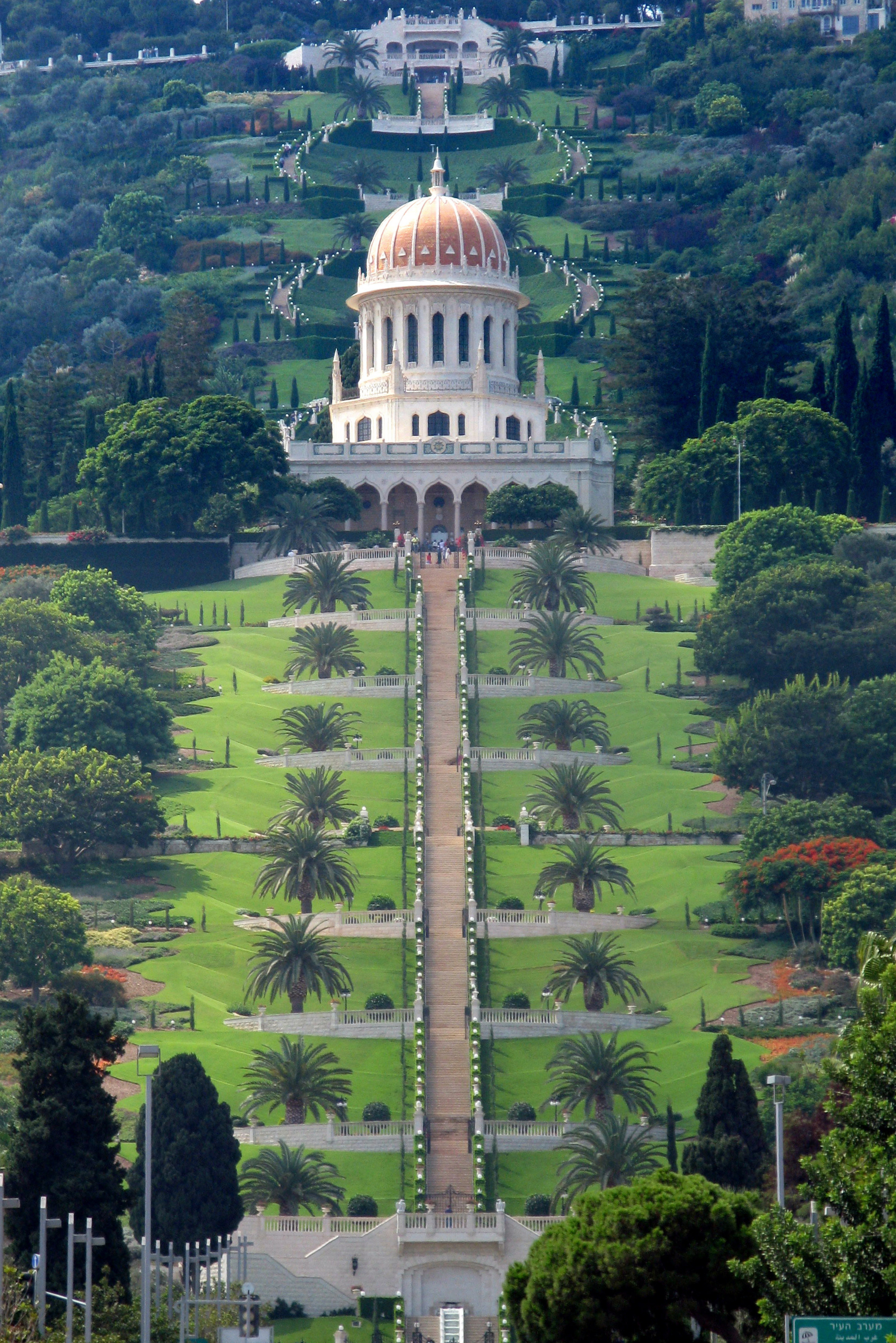
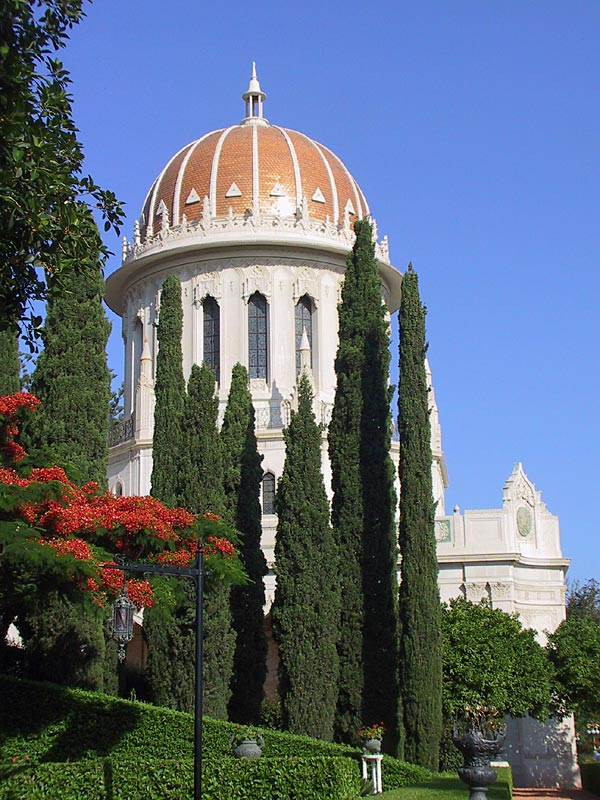
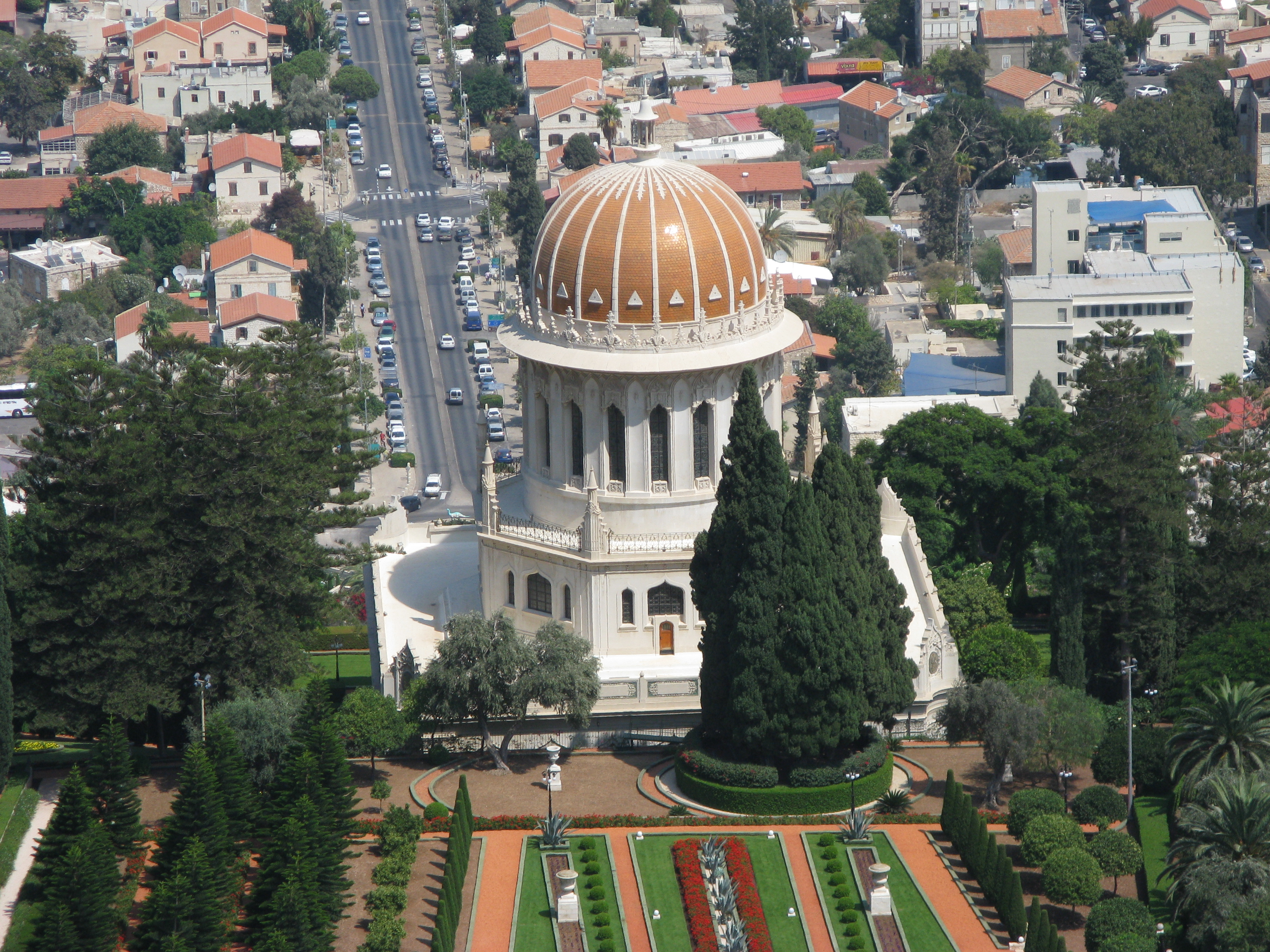
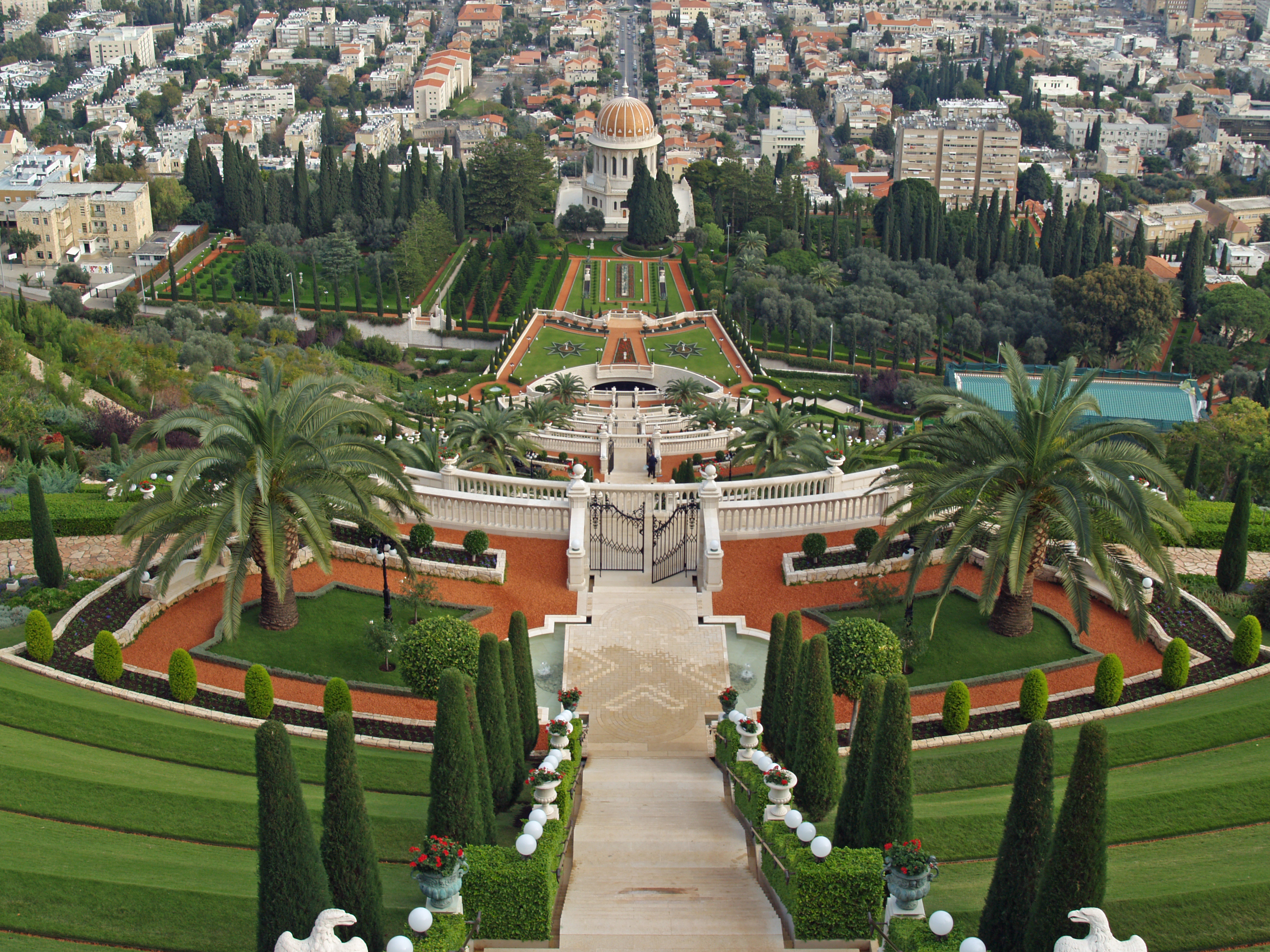
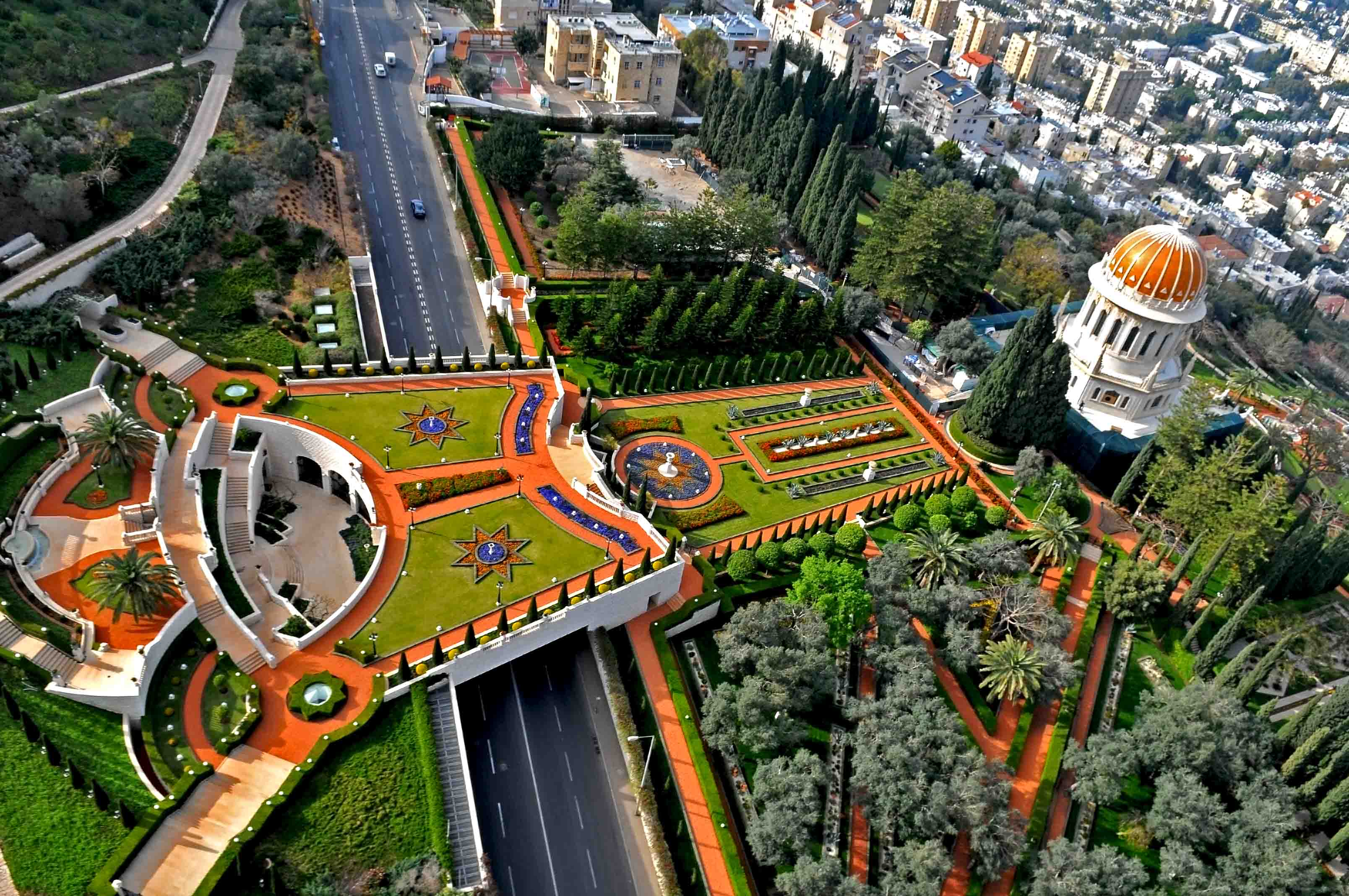